# Астрономический музей Тайбэя
Астрономический музей Тайбэя (кит. трад.: 臺北市立天文科學教育館; пиньинь: Táiběishìlì Tiānwén Kēxué Jiàoyùguǎn) — научно-образовательный музей в столице Китайской Республики (Тайвань), городе Тайбэе, район Шилинь. Основан 7 ноября 1996 года. Официальное открытие состоялось 20 июля 1997 года.

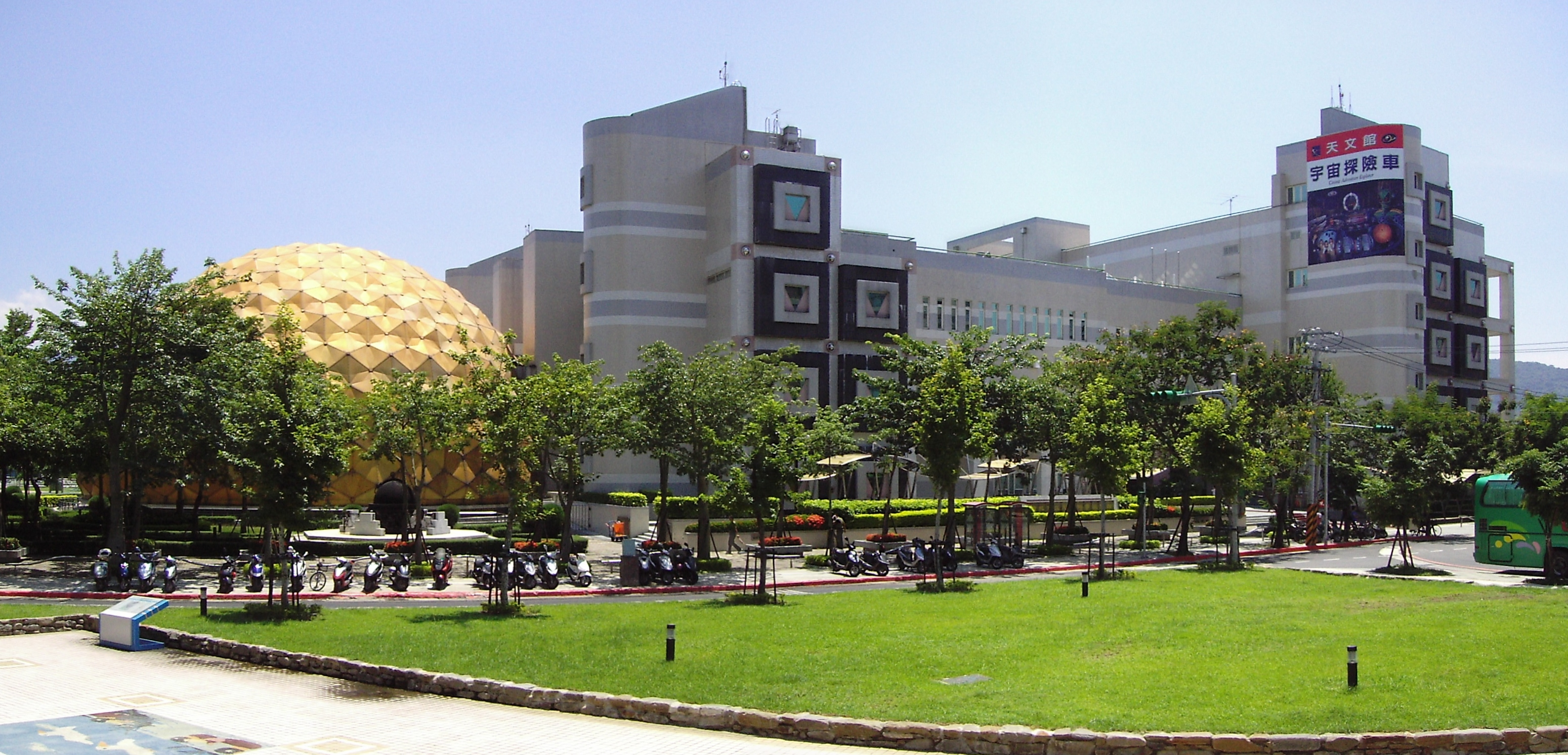
Астрономический музей Тайбэя

Музей разделен на следующие выставочные зоны:
- древняя астрономия
- небесная сфера и созвездия
- космология
- космические технологии
- обсерватория
- Земля
- галактики
- солнечная система